# Beihania anartoides
Beihania anartoides är en fjärilsart som beskrevs av Warnecke 1937. Beihania anartoides ingår i släktet Beihania och familjen nattflyn. Inga underarter finns listade i Catalogue of Life.